# واو (ترانه اینا)
واو (به انگلیسی: Wow) تک‌آهنگی از هنرمند اهل رومانی اینا که در سال ۲۰۱۲ میلادی منتشر شد.